# Mabea ovata
Mabea ovata är en törelväxtart som beskrevs av Hans-Joachim Esser. Mabea ovata ingår i släktet Mabea och familjen törelväxter. Inga underarter finns listade i Catalogue of Life.